# Kolopterna
Kolopterna is een geslacht van vliesvleugeligen uit de familie Eulophidae. De wetenschappelijke naam van dit geslacht is voor het eerst geldig gepubliceerd in 1987 door Graham.

## Soorten
Het geslacht Kolopterna omvat de volgende soorten:
- Kolopterna blascoi Askew, 1997
- Kolopterna desulcatus (Kostjukov, 1978)
- Kolopterna grahami Kostjukov & Khomchenko, 2004
- Kolopterna kohatensis Graham, 1987
- Kolopterna kurdjumovi Kostjukov & Yegorenkova, 2007
- Kolopterna nikolskayae Kostjukov & Yegorenkova, 2007
- Kolopterna quartensis Graham, 1987
- Kolopterna salina Graham, 1987